# Деменковец, Эдуард Иванович
Эдуард Иванович Деменковец (бел. Эдуард Іванавіч Дземенкавец; род. 1 мая 1968, Витебск) — белорусский футболист и тренер. С 2022 года — главный тренер в ЖФК «Гомель». Его сын, Кирилл, также является профессиональным футболистом.

## Клубная карьера
Молодёжную карьеру провёл в солигорском «Шахтёре» и московской ФШМ. В последней в 1985 году начал профессиональную карьеру. С 1986 по 1988 года играл за «Шахтёр» (Солигорск). С 1989 по 1993 года защищал цвета витебского клуба КИМ. Сезон 1994/95 провёл в минском «Динамо».
Зимой 1996 подписал контракт с датским «Вайле», где провел сезон 1995/96 и сезон 1996/97. С 1997 по 1998 год выступал за «Локомотив-96», в нескольких матчах выступал в качестве капитана команды, обладатель кубка Беларуси по футболу (1998 год).
С 1999 по 2001 года выступал в системе клуба «Гомель»: во основной команде и в дубле. 20 декабря 2000 года по дороге на отдых в Словакию попал в автокатастрофу (вылетел на автомобиле в кювет), получил перелом бедра и провёл два месяца в больнице. В начале марта 2001 года выписан из больницы, продолжал лечение амбулаторно. Его карьера пошла на спад. В дальнейшем он выступал за «Ведрич-97» и ЗЛиН.
С 2004 по 2006 года был играющим тренером в дубле клуба «Гомель». С 2007 года был главным тренером женской команды клуба «Гомель-СДЮШОР-8». С 2015 по 2019 год был главным тренером женской сборной Беларуси по футболу. В 2019 году — главный тренер женской команды «Ислочь-РГУОР».

## Карьера в сборной
Дебют за национальную сборную Беларуси состоялся 28 октября 1992 года в товарищеском матче против сборной Украины, этот матч является первым официальным в истории сборной Беларуси. Всего провёл за сборную 4 матча.